# Whiteville (Carolina del Nord)
Whiteville è una località degli Stati Uniti d'America, capoluogo della contea di Columbus, nello Stato della Carolina del Nord.